# Ruds Vedby
Ruds Vedby – miasto w Danii, w regionie Zelandia, w gminie Sorø.